# Cossami
cossami（コッサミ）は、日本の女性音楽グループ。2009年にデビュー。所属レコード会社はユニバーサルミュージックジャパン。

## 略歴
高校の同級生だったminamiとhirocoにより2006年にフォークデュオとして結成。グループ名「cossami」は、ノーナ・リーヴスの西寺郷太が、ふたりの名を組み合わせて命名。
NHK教育テレビ50周年記念番組として放送されたアニメ『獣の奏者エリン』のエンディングテーマ「After the rain」と挿入歌で2009年2月にCDデビューする。2010年3月発売の子供向けDVD付絵本『さんかくぼうしのミンミン』の主題歌と「ミンミンたいそう」の楽曲を提供。
また有吉弘行が司会を務める日テレの『100日劇場』に出演し、渾身の一曲を旅の中で作り渋谷AXのステージにて披露した。観客からの支持を集め、100日間の旅で生まれた曲「りんご」がシングルとなり2010年4月21日にリリースされメジャーデビューを果たす。
2011年8月にヴォーカル・コーラスharucaとキーボードのyoshieを加入する。ヴォーカル・コーラスharucaが脱退し、現在はminami、hiroco、yoshie3人で活動中。
2013年7月には世界の古謡やクラシック音楽の名曲に日本語詞をつけたカバーアルバム『トリコロール マーメイド』をリリース。

## メンバー
- minami（1984年7月19日 - 、結婚前本名：多賀みなみ）[1]
ヴォーカル・コーラス担当。
女性らしく存在感のある声が魅力。
東京都生まれ[1]。
哀川翔の長女[1]。哀川翔夫人の連れ子。
2015年に結婚[4]。

- hiroco
ヴォーカル・コーラス・ギター担当。
凜とした透明感のある声が魅力。

- yoshie
キーボード担当。
2011年8月に加入した新メンバー。

## 元メンバー
- haruca
ヴォーカル・コーラス担当。
2011年8月に加入。ハイトーンボイスが魅力。
2012年8月に脱退。現在はSunnyとしてソロ活動中。

## ディスコグラフィー

### シングル
1. After the Rain（BVCH-19001、2009年2月25日）
  1. After the Rain
  2. 青い星
  3. ララリラ ラリラ
2. りんご（VPCC-82291、2010年4月21日）
  1. りんご
  2. こんなにもワガママなボクたちは…
  3. 12時のベル

### アルバム
1. Your side（XQFS-1003、2009年8月5日）
  1. sun.day
  2. i can
  3. 君の忘れもの
  4. see!see!!see!!!
  5. You & me so,liars
  6. Your side
2. 結婚しよ♪（XQFS-1005、2011年2月23日）
  1. 結婚しよ♪
  2. はじめてのチュウ
  3. あ〜よかった
  4. プリズム
  5. 二人のハーモニー
  6. うれしい!たのしい!大好き!
3. トリコロール マーメイド（POCS-1091、2013年7月3日）
  1. グリーンスリーヴス
  2. ダニーボーイ
  3. メヌエット
  4. コンドルは飛んでゆく
  5. スカボロー・フェア
  6. 輝く街~主よ、人の望みの喜びよ~
  7. くるみ割り人形より「行進曲」
  8. 時の踊り
  9. 婚礼の合唱
  10. ジムノペディ
  11. G線上のアリア
  12. パガニーニの主題による狂詩曲
  13. 人魚の指先